# 巴拉额尔齐斯河
巴拉额尔齐斯河，位于中华人民共和国新疆维吾尔自治区阿勒泰地区富蕴县境内，为喀拉额尔齐斯河左岸支流。发源于阿尔泰山支脉巴拉额尔齐斯山西南坡海拔3065米的若尔特阿苏峰，蜿蜒向西南流，汇入喀拉额尔齐斯河。河长64千米，流域面积915平方千米。流域大部分地处阿尔泰山中山带，河谷狭窄，水流湍急，森林、植被茂盛。